# Challenger de Pau 2022
El torneo Teréga Open Pau–Pyrénées 2022 fue un torneo de tenis perteneció al ATP Challenger Tour 2022 en la categoría Challenger 100. Se trató de la 4ª edición; el torneo tuvo lugar en la ciudad de Pau (Francia), desde el 21 hasta el 27 de febrero de 2022 sobre pista dura bajo techo.

## Jugadores participantes del cuadro de individuales
| Favorito | País                       | Jugador               | Rank1 | Posición en el torneo |
| -------- | -------------------------- | --------------------- | ----- | --------------------- |
| 1        | Bandera de Francia         | Benjamin Bonzi        | 69    | Baja                  |
| 2        | Bandera de Francia         | Richard Gasquet       | 76    | Baja                  |
| 3        | Bandera de República Checa | Jiří Lehečka          | 95    | Primera ronda         |
| 4        | Bandera de Francia         | Pierre-Hugues Herbert | 109   | Segunda ronda         |
| 5        | Bandera de Eslovaquia      | Norbert Gombos        | 114   | Primera ronda         |
| 6        | Bandera de Francia         | Gilles Simon          | 132   | Cuartos de final      |
| 7        | Bandera de Francia         | Quentin Halys         | 137   | CAMPEÓN               |
| 8        | Bandera de Canadá          | Vasek Pospisil        | 146   | FINAL                 |

- 1 Se ha tomado en cuenta el ranking del 14 de febrero de 2022.

### Otros participantes
Los siguientes jugadores recibieron una invitación (wild card), por lo que ingresan directamente al cuadro principal (WC):
- Harold Mayot
- Jo-Wilfried Tsonga
- Elliot Benchetrit

Los siguientes jugadores ingresan al cuadro principal tras disputar el cuadro clasificatorio (Q):
- Antoine Escoffier
- Arthur Fils
- Ernests Gulbis
- Emilio Nava
- Ryan Peniston
- Luca Van Assche

## Campeones

### Individual Masculino
- Quentin Halys derrotó en la final a  Vasek Pospisil, 4–6, 6–4, 6–3

### Dobles Masculino
- Albano Olivetti /  David Vega Hernández derrotaron en la final a  Karol Drzewiecki /  Kacper Żuk, Walkover